# Sergio Víctor Palma
Sergio Víctor Palma (* 1. Januar 1956 in La Tigra; † 28. Juni 2021 in Mar del Plata) war ein argentinischer Boxer im Superbantamgewicht. Er wurde von Tito Lectoure gemanagt.

## Karriere
Am 15. Januar 1976 gab Palma erfolgreich sein Profidebüt. Am 9. August 1980 wurde er Weltmeister der WBA, als er Leo Randolph durch technischen K. o. in Runde 5 bezwang. Diesen Titel verteidigte er insgesamt fünf Mal und verlor ihn am 12. Juni 1982 an Leonardo Cruz nach Punkten.
1980 wurde Palma mit der Olimpia de Oro als Argentiniens Sportler des Jahres ausgezeichnet. Im Jahre 1990 beendete er seine Karriere.